# Песници свог заната
„Песници свог заната” је југословенска телевизијска серија снимљена 1971. године у продукцији Телевизије Београд.

## Улоге
| Глумац                | Улога  |
| --------------------- | ------ |
| Милован Мића Данојлић | Песник |
| Добрица Ерић          | Песник |
| Драган Лукић Омољац   | Песник |

Комплетна ТВ екипа ▼
| Редитељ              | Владимир Андрић  |                   |
| Сценариста           | Владимир Андрић  |                   |
| Директор фотографије | Душан Стефановић |                   |
| Монтажер             | Милада Рајшић    | (као Милада Леви) |
| Одсек за звук        | Рихард Мерц      | тон мајстор       |